# John Austin (politiker)
John Eric Austin, tidigare känd som John Austin-Walker, född 21 augusti 1944 i Blaby i Leicestershire, är en brittisk Labourpolitiker, som var parlamentsledamot 1992-2010.
Han invaldes 1992 som representant för valkretsen Woolwich och representerade från 1997, efter ändring av valkretsindelningen, valkretsen Erith and Thamesmead. Han har tidigare varit socialarbetare och ledare för kommunfullmäktige i Greenwich.
Austin är medlem av den vänsterinriktade Socialist Campaign Group.